# Ready Go
"Ready Go" é o sexto single japonês do girl group sul-coreano 4Minute.

## Lançamento
Foi lançado no Japão em 7 de dezembro de 2011 em três diferentes versões: duas versões CD + DVD e uma versão somente CD.
A canção foi usada como tema para o drama Welcome to the El-Palacio. O lado B é uma versão japonesa de "Sweet Suga Honey!", previamente lançada em seus primeiro álbum coreano, 4Minutes Left. Cada DVD da edição limitada contém diferentes listas de faixas.

## Vídeo musical
O vídeo musical completo foi lançado exclusivamente através da MTV Japan em 11 de novembro de 2011.

## Promoções
O grupo realizou uma apresentação da canção no programa musical japonês Music Fair em 3 de dezembro de 2011.

## Lista de faixas
Todas as músicas compostas por Jang Jun-Ho e Gong Hyun-Sik.
| Single japonês: |                                        |                                                                                             |         |  |
| N.º             | Título                                 | Letras                                                                                      | Duração |  |
| 1.              | "Ready Go"                             | Jang Jun-Ho, Gong Hyun-Sik, Leemssang, Seo Jae-Woo, Kim Taeho, Rina Moon (letra em japonês) | 3:32    |  |
| 2.              | "Sweet Suga Honey" (Versão em japonês) | Jang Jun-Ho, Rina Moon (letra em japonês)                                                   | 3:27    |  |
| 3.              | "Ready Go" (Instrumental)              |                                                                                             | 3:32    |  |
| Duração total:  | Duração total:                         | Duração total:                                                                              | 10:31   |  |

| DVD (Tipo A) |                            |         |  |
| N.º          | Título                     | Duração |  |
| 1.           | "Ready Go" (Vídeo musical) |         |  |
| 2.           | "Ready Go" (Making-of)     |         |  |

| DVD (Tipo B) |                              |         |  |
| N.º          | Título                       | Duração |  |
| 1.           | "Ready Go" (Versão de dança) |         |  |

## Desempenho nas paradas

### Oricon
| Lançamento            | Parada da Oricon     | Melhor posição | Vendas de estreia | Vendas totais | Período na parada |
| --------------------- | -------------------- | -------------- | ----------------- | ------------- | ----------------- |
| 7 de dezembro de 2011 | Daily Singles Chart  | 14             | 5.343             | 7.835         | 4 semanas         |
| 7 de dezembro de 2011 | Weekly Singles Chart | 23             | 5.343             | 7.835         | 4 semanas         |

### Outras paradas
| Parada (2011)                            | Melhor posição |
| ---------------------------------------- | -------------- |
| RIAJ Digital Track chart                 | 100            |
| Gaon singles chart                       | 57             |
| Gaon International singles Monthly chart | 5              |
| Gaon International singles chart         | 1              |

## Histórico de lançamento
| País          | Data                  | Formato                     | Gravadora                                    |
| ------------- | --------------------- | --------------------------- | -------------------------------------------- |
| Japão         | 7 de dezembro de 2011 | CD single, download digital | Far Eastern Tribe Records Cube Entertainment |
| Coreia do Sul | 7 de dezembro de 2011 | Digital download            | Far Eastern Tribe Records Cube Entertainment |